# Pasodoble

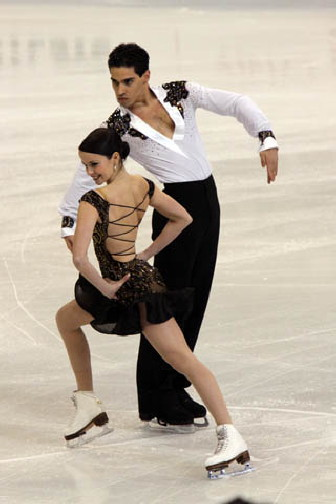
Pasodoble i konståkning på skridsko

Pasodoble (sp. dubbelsteg) är en pardans i tvåtakt som kommer från Spanien. Dansen är energisk, livlig och sensuell och betraktas som Spaniens nationaldans. Mannen ska symbolisera matadoren som sveper den röda capen - kvinnan - över dansgolvet, och på senare år har den blivit mycket flamencoinspirerad. 
Pasodoblen är en av de fem latinamerikanska danserna när man tävlar i tiodans.